# Politiezone Voeren
De Politiezone Voeren (zonenummer 5382) is een Belgische politiezone bestaande uit de gemeente Voeren. De politiezone behoort tot het gerechtelijk arrondissement Limburg.
De zone wordt geleid door wnd. korpschef Alain Stas.
Het commissariaat van de politiezone is gelegen aan Einde 92.